# Butter Miracle, Suite One
Butter Miracle, Suite One è l'ottavo album discografico in studio del gruppo musicale statunitense Counting Crows, pubblicato nel 2021. È programmata la realizzazione di un secondo album, Butter Miracle, Suite Two, che andrà a costituire un album completo con Butter Miracle, Suite One.

## Sviluppo
Nel 2019, Adam Duritz ha trascorso molto tempo in Inghilterra, dove ha iniziato a scrivere alcune canzoni per un nuovo album. Allo scoppio della pandemia di COVID-19, la band aveva completato l'85% delle registrazioni, terminate poi nel luglio del 2020.
Una prima versione della seconda suite è stata completata nel 2022, con Duritz che ne ha eseguito due brani nell'album Angel in Realtime dei Gang of Youths; tuttavia, insoddisfatto del risultato, ha deciso di riscrivere le due canzoni e di estendere l'album con composizioni aggiuntive, la cui registrazione sarà completata al termine del tour della band.

## Critica
Henry Yates di Classic Rock ha dato un 7 su 10 all'album, aggiungendo «Non puoi fare a meno di esaltare la potenza melodica di Duritz al massimo delle sue potenzialità». Dave Holmes su Esquire ha descritto la musica come «pura Counting Crows, confortante senza sembrare riciclata, rock di alto livello e narrazione beat che si sviluppano su quattro tracce»
Su PopMatters, Adam Finley ha dato un 8 su 10 a Butter Miracle, dichiarando che «Adam Duritz è un forte contendente al titolo di miglior cantautore della sua generazione» per la musica rock, con quattro tracce diverse che si presentano senza soluzione di continuità. Su Rolling Stone, l'album è stato descritto come «un'ode melodica e malinconica alla vita in tournée, con un sound che in qualche modo riesce a colmare il divario tra The Band e Mott the Hoople».

## Tracce
1. The Tall Grass – 4:34 (Adam Duritz)
2. Elevator Boots – 3:48 (Adam Duritz)
3. Angel of 14th Street – 5:01 (Adam Duritz)
4. Bobby and the Rat-Kings – 5:29 (Adam Duritz)

## Formazione
Counting Crows
- Jim Bogios – batteria, percussioni
- David Bryson – chitarra elettrica, chitarra acustica, mandola
- Adam Duritz – voce principale
- Charlie Gillingham – piano, mellotron, organo
- David Immerglück – chitarra elettrica, chitarra acustica,chitarra a 12 corde,
- Millard Powers – basso
- Dan Vickrey – chitarra elettrica, chitarra a 12 corde, chitarra classica

Musicisti addizionali
- Dave Drago – cori
- Chris Watson – tromba